# Церковь Покрова Пресвятой Богородицы (Тула)
Церковь Покрова Пресвятой Богородицы — разрушенный православный храм в Туле.

## История
Село Рудаково находилось в шести верстах от Тулы. Сейчас оно входит в состав территории Скуратовских поселков городского округа Тулы.
Образование прихода в селе Рудаково относят к XVII веку. К Рудакову были присоединены несколько упраздненных приходов. В селе Волохово храм в честь Собора Пресвятой Богородицы и преподобного Пафнутия Боровского чудотворца был закрыт в 1791 году из-за ветхости. В селе Стрекалово храм был разрушен во время литовских набегов, а в селе Тихонское (встречается также написание его названия «Тихвинское») храм, по преданию, провалился в бездонное болото.
В приход села Рудаково входили деревни Овсянниковао, Ладинская, Тихонское, Варваровка, Скуратово, Верхнее Волохово, Нижнее Волохово, Судаково и Стрекаловка, а также шесть помещичьих усадеб, дома казенных лесничих и полустанок Козлова Засека.
Когда и кем построен храм в селе Рудаково доподлинно неизвестно. По форме это был бесстолпный двусветный четверик с однопридельной трапезной. Строителем церкви считают местного помещика полковника Стрекалова, одного из сподвижников Петра I, участника Полтавской битвы. Он умер в 1709 году и был похоронен в этом храме, о чём свидетельствовала каменная плита, вделанная в стену изнутри храма.
По внутреннему своему устройству, храм трехпрестольный. Главный престол храма был освящен во имя Покрова Пресвятой Богородицы, правый во имя Усекновения главы Иоанна Предтечи. П. И. Малицкий пишет: «судя по архитектуре, храм относится к XVII веку».
В начале 1850-х в церкви на средства помещицы П. А. Чебышевой был установлен новый иконостас. Чуть позже расширили трапезную, устроили левый придел во имя Пафнутия Боровского и новую каменную колокольню. Средства на это пожертвовал церковный староста Синклитизьев. Особо чтимыми были иконы Пафнутия Боровского и Усекновения главы Иоанна Предтечи. Последняя, по преданию, была перенесена в Рудаковский храм из Стрекаловского, разрушенного литовцами. При храме Покрова Пресвятой Богородицы имелась часовня. От улицы он был отделен оградой. Рядом с церковью находилось кладбище.
Храм был закрыт в 1931 году. Через год прекратились захоронения на кладбище. Позже оно было занято под индивидуальную застройку и огороды.
От вступления в колхоз жители села отказались. Совхоз приспособил закрытую церковь под склад для посевного зерна. В 1943 году начали открываться скуратовские шахты. Для работы на них привезли рабочих, в основном корейцев. Бывшую церковь приспособили под столовую для них. После строительства столовой здание храма вновь передали под склад. Когда все совхозные земли были заняты шахтами, совхоз ликвидировали. Церковь оказалась заброшенной, и окрестные жители стали разбирать её по кирпичику на разные хозяйственные нужды.
В 2000-е годы место, где располагалась церковь, было освящено по инициативе местных жителей. По инициативе музея «Тульский некрополь» и исследователей-краеведов Тульского технико-экономического колледжа имени А. Г. Рогова установлен памятный знак — табличка, повествующая о том, кто был похоронен в церкви. К 2015 году остатки стен XVII века были разобраны, а колокольня в настоящее время находится в аварийном состоянии.

## Источник
- Лозинский Р. Р. «Страницы минувшего».
- П. И. Малицкий «Приходы и церкви Тульской епархии» Тула 1895 г. Тульский уезд, стр. 651.